# Малиш Олександр Олексійович
Олександр Олексійович Малиш (нар. 9 вересня 1950, смт Олексіїво-Орловка, Шахтарський район, Донецька область) — український військовий лікар, полковник медичної служби, науковець, громадський діяч.

## Біографія

### Освіта
У 1967 році закінчив середню школу № 1 м. Шахтарськ. У 1969 році здобув фах фельдшера в Шахтарському медичному училищі. У 1970—1976 роках навчався у Військово-медичній академії в Ленінграді за спеціальністю лікувально-профілактична справа. У 1984—1986 роках пройшов повний курс на факультеті керівного медичного складу тієї ж академії, здобувши кваліфікацію лікаря-організатора з вищою військовою освітою.

### Військова служба
Після завершення навчання проходив службу:
1976—1981 — начальник медичного пункту полку зв'язку у Центральній групі військ (Чехословаччина);
1981—1982 — начальник медичного пункту у Львові;
1982—1984 — начальник дивізійного лазарету та провідний хірург артилерійської дивізії в м. Хуст;
1986—1987 — начальник медичної служби дивізії в м. Кизил-Арват;
1987—1991 — служба у медичній службі штабу Туркестанського військового округу в м. Ташкент.
У 1989 році організовував медичне забезпечення під час виводу радянських військ з Афганістану. Після розпаду СРСР:
1991 — заступник начальника медичної служби Міністерства оборони Узбекистану;
1992—1993 — начальник медичної служби Армії України;
1993—1996 — начальник медичної служби дивізії в м. Артемівськ;
1996—1999 — заступник, згодом начальник науково-дослідного управління НДІ ПВМ у м. Ірпінь;
1999—2008 — заступник завідувача кафедри невідкладних станів, медицини катастроф та військової медицини ХМАПО.

## Наукова діяльність
Автор понад 20 наукових публікацій. Під час роботи у НДІ ПВМ був відповідальним виконавцем близько 7 науково-дослідних робіт, науковим керівником 3 НДР.

## Громадська діяльність
З 2011 року — співзасновник і голова Всеукраїнської громадської організації ім. М. І. Пирогова «Військова медицина України». Ініціатор створення Центру тактичної медицини «Схід» ім. Є. Й. Мухіна (2022).
Член Громадської ради при Міністерстві оборони України, голова Комітету з медичного забезпечення. Сприяв впровадженню сучасної системи медичного супроводу ЗСУ, збереженню санітарно-протиепідемічної служби та розвитку невідкладної спеціалізованої хірургічної допомоги.
Організатор встановлення пам'ятника Є. Й. Мухіну (2016) та створення кімнати пам'яті (2021). Ініціатор заснування «Ордена Єфрема Мухіна», яким був посмертно нагороджений М. І. Пирогов (Орден № 1).

## Сім'я
Одружений з Малиш Тетяною Олександрівною, яка служила начальником аптеки в ЗСУ. Дочка Злата (нар. 1969) — лікар, має двох дітей: Ірен (математик) та Аміра (лікар). Син Олесь (нар. 1975) — менеджер, має синів Олександра і Артема.